# Erdei disznó
Az erdei disznó vagy óriásdisznó (Hylochoerus meinertzhageni) az emlősök (Mammalia) osztályának párosujjú patások (Artiodactyla) rendjébe, ezen belül a disznófélék (Suidae) családjába és a Suinae alcsaládjába tartozó Hylochoerus emlősnem egyetlen faja.

## Előfordulása
Az erdei disznó Közép-Afrika egész erdős területén előfordul három elkülönült populációban. Ezek külön alfajokat is alkotnak. A nyugati alfaj Hylochoerus meinertzhageni ivoriensis Bouet & Neuville, 1930 Nyugat-Afrika területén él Guineaától Ghánáig. A közép-afrikai alfaj Hylochoerus meinertzhageni rimator Thomas, 1906 Kamerun és Kongói Köztársaság területén fordul elő, míg a legnagyobb egyedszámú alfaj, a kelet-afrikai erdei disznó Hylochoerus meinertzhageni meinertzhageni Thomas, 1904 a Viktória-tó környékén él, a Kongói Demokratikus Köztársaság, Uganda, Ruanda, Etiópia, Kenya és Tanzánia területén. Nyugat- és Közép-Afrikán kívül hegyi jellegű területeken él, mint a Rwenzori-hegység, a Kenya hegy vagy az Etióp-magasföld.
A legnagyobb állományok Kamerun, Gabon és Kongói Köztársaság területén élnek.
Fával borított vidékeken fordul elő, elsődlegesen a trópusi esőerdők lakója, de a fás szavannán és a bozótos vidékeken is megtalálható.

## Megjelenése

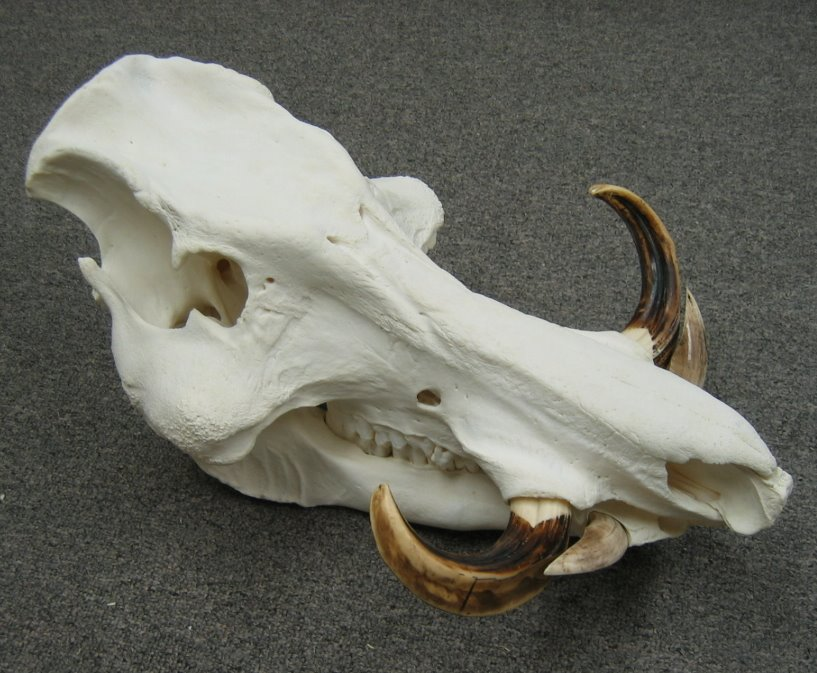
Az erdei disznó koponyája a hatalmas agyarakkal

Az állat fej-törzs-hossza 130-210 centiméter, farokhossza 25-45 centiméter, marmagassága 75-110 centiméter és testtömege 100-275 kilogramm; a kan nehezebb a kocánál. A fekete védő sörteszőrök, gyakran összeragadnak az iszaptól. A kan pofáján hatalmasra duzzadt szemölcsök találhatók, melyek a sűrű bozótosban a szemet védik (különösen öreg kanoknál). A disznó a dudorokon levő illatmirigyek váladékával jelöli meg területét. A koca kisebb termetű és pofáján nincs nagy dudor. A felfelé görbülő szemfog hossza elérheti a 35,9 centimétert. Farka hosszú, bojtos, légycsapóként használható; soha nem csapja fel, mint a varacskosdisznó (Phacochoerus). Minden lábon 4 ujj van. A malacok eleinte szalmaszínűek, majd barnák, végül feketék.

## Életmódja
Az erdei disznó nappal is és éjjel is aktív. Családi közösségekben él. Tápláléka fűfélék, lágy szárú növények, levelek, bogyók, gyümölcsök, gyökerek és dögök. A vadasparkban eddig legfeljebb 3 évig élhet.

## Szaporodása
Az ivarérettséget 18 hónapos korban éri el. A párzási időszak egész évben tart, de októberben és novemberben a párzási kedv kissé megnövekszik. A vemhesség 18 hetet tart, ennek végén 2-6 malac születik. Az anyakoca egyhetesen mutatja be a családnak a malacokat. Minden alomból csak 1-2 malac marad meg.

## Felfedezése

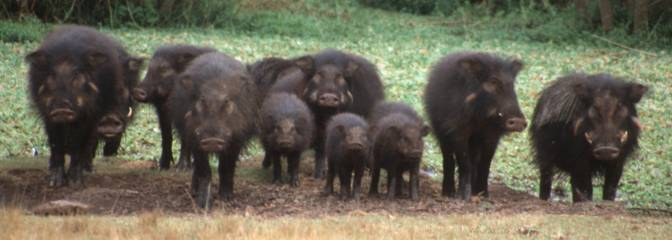
Erdei disznó csapat

Az erdei disznó egyike a legkésőbb felfedezett nagy testű afrikai vadállatoknak. Sokan úgy vélték, hogy Afrika területén a 19. századi nagy földrajzi felfedezések során leírtak minden nagyobb testű állatfajt. Az okapi 1901-es felfedezése nagy szenzáció volt, de a legtöbben úgy vélték, hogy ez volt tényleg az utolsó nagyobb testű állatfaj Afrikában, amelyet még nem ismert meg a tudomány. Ám alig három évvel az okapi felfedezése után leírták 1904-ben az óriás disznót, majd 1910-ben a hegyi nyalát.
Az első utalások a fajra Sir Henry Morton Stanley, híres Afrika kutatótól származnak, aki 1888 és 1890 között járt a mai Kongói Demokratikus Köztársaság területén levő Ituri erdőben. Nagyjából ugyanebben az időben mindenféle mendemonda keringett egy Kenyából származó hasonló állatról is. A szóbeszéd végül eljutott Richard Meinertzhagen hadnagyhoz, a brit kelet-afrikai lövészgyalogság tisztjéhez, aki 1903-ban épp Kenyában állomásozott. Mivel nagy vadász volt, elhatározta, hogy felkutatja ezt a félelmetes állatot. Először 1904 februárjában sikerült Kenya egyik elhagyatott hegyi falvában bizonyítékot szerezni az állat létezésére. Ekkor csupán néhány kisebb bőrdarabhoz jutott hozzá, mert mire az elejtés helyszínére ért, a bennszülöttek elfogyasztották az állatot. Nem sokkal ezután azonban sikerrel járt, mert egy másik hegyi faluban egy csaknem teljes, viszonylag friss bőrt talált. Összecsomagolt mindent, amit sikerült megszereznie, és elküldte csomagban a British Museumba, a kor neves zoológusának, Oldfield Thomas-nak. Eközben további bizonyítékok gyűjtését kezdte meg Kenyában.
Később Meinertzhagen tudomására jutott, hogy újabb példányt ejtettek el Nandi megyében, a Viktória-tó közelében. Most időben érkezett a helyszínre ahhoz, hogy megszerezzen egy koponyát is, valamint egy régebben elejtett példány bőrét. Ezeket szintén elküldte Londonba.
Az erdei disznóról, vagy ismertebb nevén óriás disznóról kiderült, hogy nem csak egy teljes értékű új faj, hanem annyira különbözik a többi disznófélétől, hogy egy új nem, a Hylochoerus génusz leírását tette szükségessé. Ez jelenleg is a disznófélék legkésőbb leírt neme. Fáradozásai elismeréseként Oldfield a fajt Hylochoerus meinertzhageni-nek nevezte el.

## Természetvédelmi helyzete
A bennszülöttek beszámolói alapján faj az 1880-as éveket megelőzően sokkal gyakoribb volt, mint ma. 1891-ben Afrika házi sertései között egy sertéspestishez hasonló betegség pusztított, melyre az erdei disznó különösen fogékony volt. Ezután azonban állományai többnyire regenerálódtak, elsősorban annak köszönhetően, hogy nagy mennyiségben sohasem vadásztak a fajra.
Mára elterjedési területének java részén még jelentős állományai élnek. Azonban élőhelyeinek eltűnése és a vadászat okozhat lokális problémákat. Összességében a faj nem számít veszélyeztetettnek, de a nyugat-afrikai alfajt (Hylochoerus meinertzhageni ivoriensis) a Természetvédelmi Világszövetség a „sebezhető” kategóriába sorolta.